# 京阪100型電車
京阪100型電車（けいはん100がたでんしゃ）は、京阪電気鉄道（京阪）がかつて保有していた通勤形電車。
本項では、100型電車の主制御器を更新したことにより別形式として区分された200型電車についても記述する。

## 概要
1917年（大正7年）から1925年（大正14年）にかけて70両が製造された。このうち63両は木造車体、残る7両は半鋼製車体である。また123 - 168の46両分は1型の電装品や台車を流用しており、書類上も改造名義となっていた。後に改造で30両が200型となる。

## 製造当時
京阪電気鉄道では、京阪本線において1914年（大正3年）より急行電車の運行を開始していたが、それに用いられていたのは開業時に製造された1型電車で、路面電車スタイルのオープンデッキを採用するなど、高速運転には不向きな仕様の車両であった。
そのため、急行の速度向上を図る目的で密閉型構造とした、一般鉄道スタイルの電車を新造することになった。これが100型である。その他にもステップを廃し、3扉を採用するなどしており、この車両の製造で京阪は路面電車から都市間高速電車へ本格的に踏み出すこととなる。本形式を製造するに当たっては、それまでプラットホームのなかった京阪線の各駅に、急行停車駅から順次プラットホームが設置された。
上記の通り一部車両は1型電車の電装品などを流用することになり、1型46両が1922年（大正11年） - 1923年（大正12年）に廃車の上で、改造された。
100 - 162の木造車は13.4mの車体（ただし、100のみは試作車で30cm程度短い）に3箇所の扉を備えていた。台車は初期の10両と1型改造名義の車両の多くは1型と同じブリル27E-1を使用していたが、一部にブリルMCB2Xやボールドウィン75-25Aを使用した車両もあった。主電動機は、1型のDK-9を東洋電機製造で国産化したDK-9Cを採用した。試作車の100はロングシートとクロスシートを点対称に設置していた。
一方、163 - 168および火災の被害にあった111の復旧車は京阪では初めての半鋼製車体を採用している。車体の長さがさらに1m長くなっている。

## その後の変遷

### 100型
輸送量の増大に伴い、関西の私鉄の中では単行運転を続けていた京阪も遅まきながら連結運転に踏み切ることになり、1926年（大正15年）から1928年（昭和3年）に掛けて20両に連結運転対応の制御器が設置された。また、1928 - 29年には老朽化を理由に木造車の14両が廃車、2両が魚菜車（当時行われていた貨物輸送用の電車）に改造されている。この間、1929年（昭和4年）5月には、京阪全社で車両の改番が実施され、本形式については連結可能な制御器を装備した20両を200型に形式変更、残った本形式も改めて番号が101 - 131、138に付け直されている（改番前に事故廃車が2両あった）。このうち、飛び番号だった138は1930年（昭和5年）に電動貨車2002号（事業用）に改造され、1947年（昭和22年）には当時同一会社だった京阪神急行電鉄神戸線に転属して200号となった（番号が飛んだ6両分については、廃車の上複々線化工事に使用する貨車に改造されたと言われる）。この結果、31両が本形式として残った。
急行用として誕生した本形式も、300型（初代1000型）、500型（旧1500型）、600型（旧1550型）などの後継車両の登場で、昭和初期には本線の普通や宇治線で使用されていた。木造車両は淘汰されてもおかしくない状況であったが、新京阪鉄道建設や和歌山進出などの拡張策が昭和恐慌で裏目に出たため、代替車を製造する余裕がなくなり温存されることになった。
1929年7月、枚方東口駅（現・枚方市駅）で接続する信貴生駒電鉄枚方線（現・京阪交野線）が開業した際、新規の投資を望まなかった信貴生駒電鉄側からの要望で本形式3両が枚方線に貸与されることになった。この貸与は1933年（昭和8年）にいったん終了するが、その後1938年（昭和13年）から再び3両（のちに4両）が貸与となり、枚方線は交野電気鉄道を経て1944年（昭和19年）に京阪神急行電鉄（京阪は阪神急行電鉄と合併して同社の一部になっていた）に合併され、自社に復帰した。
1932年（昭和7年）には集電装置をポールからパンタグラフに変更している。
1940年（昭和15年）には4両が集電装置を再びポールに取り替えて、大津線に転属となった。これは、石山坂本線で使われていた大型車の800型を本線に転属させる代替として行われたものである。大津線への転属は戦後の1947年（昭和22年）に1両が追加されている。
1942年（昭和17年）に京阪線に残っていたうちの10両が輸送力増強のため連結可能な制御器に交換され、200型に改番されている。さらに10両について車体を50型と同じ物に乗せ替えて大津線に投入することとなった。これが70型である。計画は戦争中に立てられたが、資材不足などのため終戦前には2両のみが完成し、後は車体のみが製造されたものの完成は戦後となった。
上記の転属や改造の対象とならなかった6両は1947年から1949年にかけて廃車となり、1300系製造の条件となっていた、中小私鉄への供出車として2両が200型2両と共に広島電鉄宮島線に送られて1050形になり、4両が土佐電気鉄道安芸線（車体のみ）に送られている（土佐電気鉄道へは他に70型への改造で余剰になった車体4両分も譲渡）。これにより、京阪線からは本形式は消滅した。
大津線に転属した5両は1962年（昭和37年） - 1963年（昭和38年）に廃車された。

### 200型
上記の通り、制御器を交換して連結運転を可能とした20両を1929年の改番で200型とした。この中には木造車と半鋼製車が混在していた。100型同様、1932年に集電装置をパンタグラフに交換している。連結運転が可能だったことから、100型よりも長く京阪線で運用された。100型の項で記した通り、1942年にさらに10両が100型から改造を受けて本形式に編入されている。1947年（昭和22年）には1両が当時同一会社だった京阪神急行電鉄神戸線に転属、2両が100型2両と共に1300系製造に伴う供出車として広島電鉄宮島線に送られ1050形になった。
1949年（昭和24年）に起きた京津線の四宮車庫火災への救済策として、2両が石山坂本線に移っている。その後木造車の一部は大津線と京阪線の間を行き来した。1953年（昭和28年）から1954年（昭和29年）にかけて半鋼製車6両が、電気制動の取りつけを行った上で大津線に転属した。同時期に京津線ではホームを2両編成対応に改造し、転属した半鋼製の本形式は2両編成で京津線の急行運用に就くことになった。それ以外の木造車については1957年（昭和32年）から廃車が始まり、台車や電装品は大津線の260型に再利用された。木造車は1962年（昭和37年）で消滅した。
大津線に残った半鋼製車も1968年（昭和43年）に全車が廃車となり、やはり260型に電装品を提供している。